# Сесіл Сендфорд
Сесіл Чарльз Сендфорд (англ. Cecil Charles Sandford; 21 лютого 1928, Блоклі, Глостершир, Велика Британія — 28 листопада 2023) — британський мотогонщик, дворазовий чемпіон світу з шосейно-кільцевих мотогонок серії MotoGP та дворазовий переможець змагань на острові Мен «Isle of Man TT».

## Кар'єра
Сесіл Сендфорд почав свою кар'єру в місцевих змаганнях з мотокросу на траві.
У 1950 році йому запропонували місце у британській заводській команді AJS для виступів у чемпіонаті світу в класі 350cc, де його напарником став чинний чемпіон світу в класі 500cc Лес Грем. Разом з Гремом Сесіл перейшов у команду MV Agusta у 1952 році, з якою у тому ж році виграв чемпіонат світу в класі 125cc (це був також перший титул чемпіона і для його команди).
У сезоні 1957 року Сендфорд виграв другий чемпіонат світу, цього разу в класі 250cc, виступаючи за команду Mondial. Наприкінці цього сезону Mondial та деякі інші італійські виробники мотоциклів вийшли з чемпіонату Гран-Прі у зв'язку із зростанням витрат. Разом з ними і Сендфорд вирішив завершити кар'єру.

## Статистика виступів

### MotoGP

#### У розрізі сезонів
| Сезон  | Клас   | Мотоцикл   | Гонки | Пер | Под | Очки | Місце |
| ------ | ------ | ---------- | ----- | --- | --- | ---- | ----- |
| 1950   | 350cc  | AJS        | 2     | 0   | 0   | 3    | 13    |
| 1951   | 250cc  | Velocette  | 1     | 0   | 0   | 2    | 12    |
| 1951   | 350cc  | Velocette  | 2     | 0   | 1   | 9    | 9     |
| 1952   | 125cc  | MV Agusta  | 5     | 3   | 5   | 28   | 1     |
| 1953   | 125cc  | MV Agusta  | 4     | 0   | 4   | 20   | 2     |
| 1953   | 500cc  | MV Agusta  | 1     | 0   | 0   | 2    | 15    |
| 1954   | 125cc  | MV Agusta  | 3     | 0   | 1   | 8    | 8     |
| 1955   | 250cc  | Moto Guzzi | 4     | 0   | 2   | 12   | 3     |
| 1955   | 350cc  | Moto Guzzi | 4     | 0   | 1   | 13   | 5     |
| 1956   | 125cc  | Mondial    | 2     | 0   | 0   | 4    | 13    |
| 1956   | 350cc  | DKW        | 5     | 0   | 1   | 13   | 5     |
| 1957   | 125cc  | Mondial    | 3     | 0   | 1   | 9    | 6     |
| 1957   | 250cc  | Mondial    | 6     | 2   | 5   | 26   | 1     |
| Всього | Всього | Всього     | 42    | 5   | 21  | 149  |       |